# روابط اسرائیل و سیرالئون
روابط اسرائیل و سیرالئون روابط رسمی و دیپلماتیک میان دولت اسرائیل و جمهوری آفریقای غربی سیرالئون است. هر دو کشور روابط دوستانه ای دارند که در سال ۱۹۶۱ با استقلال سیرالئون برقرار شد. اسرائیل سفارتی در فریتاون ندارد و از طریق سفارت خود در سنگال نماینده می‌شود. به همین ترتیب، سیرالئون نمایندگی دیپلماتیک با اسرائیل ندارد، و در عوض توسط کنسولگر افتخاری خود، شخصیت رسانه ای اسرائیل، دیوید بن باسات، نمایندگی می‌شود.
اسرائیل در بسیاری از زمینه‌ها به سیرالئون کمک کرده‌است. اسرائیل حتی یک دستگاه دیالیز را به بیمارستانی در فری تاون اهدا کرده‌است که تقریباً ۶ به میلیون نفر از جمعیت این شهرستان خدمت می‌کند.

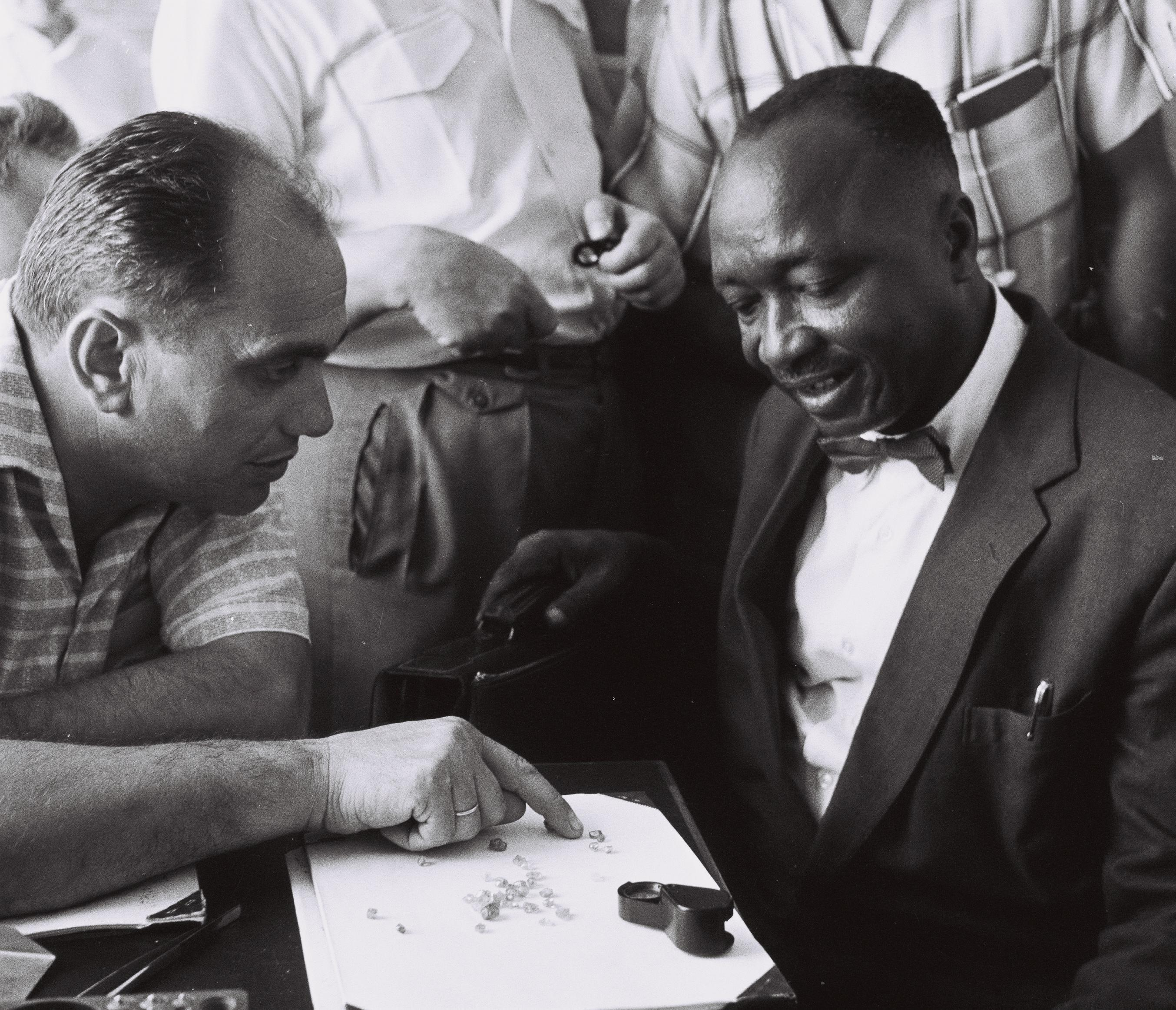
وزیر دولت سیرالئون در بازدید رسمی از بورس الماس اسرائیل در رمت گن، اوت ۱۹۵۹

رئیس‌جمهور سیرالئون، ارنست بای کوروما در سال ۲۰۱۷ از اسرائیل بازدید کرد و با بنیامین نتانیاهو نخست‌وزیر اسرائیل دیدار کرد. کوروما روابط گرم و طولانی مدت میان دو ملت را تمجید کرد و از نتانیاهو برای دیدار از سیرالئون دعوت کرد.
سیرالئون در رای‌گیری سازمان ملل در سال ۱۹۷۵ که صهیونیسم را نژادپرستی تعریف کرد، رای ممتنع داد. بعداً، در سال ۱۹۹۱، سیرالئون از قطعنامه سازمان ملل حمایت کرد که قطعنامه قبلی را از سال ۱۹۷۵ لغو کرد.